# Coup de force japonais de 1945 en Indochine
Théâtre d'Asie du Sud-Est de la Seconde Guerre mondiale
Batailles
Batailles et opérations de la guerre du Pacifique

Japon :
- Raid de Doolittle
- Bombardements stratégiques sur le Japon (Tokyo
- Yokosuka
- Kure
- Hiroshima et Nagasaki)
- Raids aériens japonais des îles Mariannes
- Campagne des archipels Ogasawara et Ryūkyū
- Opération Famine
- Bombardements navals alliés sur le Japon
- Baie de Sagami
- Invasion de Sakhaline
- Invasion des îles Kouriles
- Opération Downfall
- Reddition du Japon

Pacifique central :
- Pearl Harbor
- Guam (1941)
- Wake
- Raid sur les îles Gilbert et Marshall
- Opération K
- Midway
- Opération RY
- Campagne des îles Gilbert et Marshall
- Campagne des îles Mariannes et Palaos
- Campagne des archipels Ogasawara et Ryūkyū
- Opération Inmate

Pacifique du sud-ouest :
- Nauru
- Invasion des Philippines (1941-42)
- Invasion des Indes orientales néerlandaises
- Opérations de l'Axe dans les eaux australiennes
- Raids aériens japonais sur l'Australie (1942-43)
- Opération Ke
- Campagne des îles Salomon
- Campagne de Nouvelle-Guinée
- Campagne des Philippines
- Campagne de Bornéo (1945)

Asie du sud-est :
- Invasion de l'Indochine (1940)
- Océan Indien (1940-45)
- Guerre franco-thaïlandaise
- Invasion de la Thaïlande
- Campagne de Malaisie
- Hong Kong
- Singapour
- Campagne de Birmanie
- Opération Kita
- Indochine (1945)
- Détroit de Malacca
- Opération Jurist
- Opération Tiderace
- Opération Zipper
- Bombardements stratégiques (1944-45)

Guerre sino-japonaise
Front d'Europe de l’Ouest
Front d'Europe de l’Est
Bataille de l'Atlantique
Campagnes d'Afrique, du Moyen-Orient et de Méditerranée
Théâtre américain
Lors du coup de force de 1945 en Indochine, l'empire du Japon prend à partir du 9 mars, lors de la Seconde Guerre mondiale, le contrôle total de l'Indochine française, que son armée occupait depuis 1940.
Après avoir détruit l'administration coloniale française, les Japonais suscitent les proclamations d'indépendance du Viêt Nam, du Laos et du Cambodge.
Des actions de guérilla s'ensuivent, mais la reddition du Japon à la mi-août survient avant qu'une riposte de grande ampleur, avec l'envoi du Corps expéditionnaire français en Extrême-Orient (CEFEO), puisse être mise en œuvre par la France.
Il en résulte une situation chaotique au cours de laquelle le Việt Minh, durant l'épisode dit de la révolution d'août, s'empare momentanément d'une partie du territoire vietnamien et proclame l'indépendance du Vietnam le 2 septembre 1945.

## Contexte
L'invasion du territoire indochinois, en 1940, a permis à l'empire du Japon de stationner ses troupes à sa guise au Tonkin, tout en reconnaissant l'intégrité territoriale de la colonie française.
L'administration coloniale de l'amiral Decoux, mise en place par le gouvernement de Vichy, est toujours en fonction en 1945, bien que le régime du maréchal Pétain ait, dans les faits, cessé d'exister en France.
Dès la fin 1943, le Comité français de la Libération nationale envisage la formation d'un corps expéditionnaire destiné à chasser les Japonais, condition du rétablissement de la souveraineté française en Indochine. Des réseaux de résistance français se mettent en place en Indochine et renseignent les Alliés.
Au début 1944, le général Mordant, chef de l'armée française en Indochine, devient, secrètement, le contact sur place du Comité français de la Libération nationale.
En juillet, Mordant est remplacé à la tête des troupes d'Indochine par le général Aymé, mais, en septembre, il devient représentant du Gouvernement provisoire de la République française (GPRF) : le gouverneur général Decoux, mis au courant de la situation en octobre, propose sa démission, mais se voit ordonner par Paris de demeurer en place et de couvrir Mordant en le prenant comme adjoint en qualité d'Inspecteur général.
Decoux est néanmoins tenu en défiance par Mordant, seul à être en contact direct avec la métropole,.
Le GPRF prévoit la création des Forces expéditionnaires françaises en Extrême-Orient (FEFEO), censées être fortes de 60 000 hommes : le général Blaizot, nommé commandant des FEFEO, est envoyé à Kandy (Ceylan), auprès de Lord Mountbatten, mais ne dispose finalement que de moins d'un millier d'hommes, préfigurant le Corps léger d'intervention.
Le 21 février 1945, le GPRF crée un Comité de l'Indochine, chargé de superviser la situation.
L'objectif politique du GPRF est triple :
- participer à la lutte contre le Japon afin de se faire reconnaître parmi les Alliés par les Anglo-Américains, l'armée coloniale de l'amiral Decoux ne satisfaisant pas à cette condition,
- libérer l'Indochine et « l'épurer », par analogie avec la libération de la Métropole, mais les formes de la « collaboration » n'étaient pas toujours comparables,
- reprendre en main l'Indochine pour y restaurer la souveraineté française, mais les adversaires étaient multiples : les forces japonaises et les nationalistes (notamment viet minh) en train de monter des foyers de guérilla, les Américains peu favorables au retour du « colonialisme français ».

La situation militaire du Japon, dans le cadre de la guerre du Pacifique, devient entretemps particulièrement critique. Les États-Unis bombardent à partir de 1944 les positions japonaises en Indochine. Le Royaume-Uni commence à la fin de l'année à envoyer des commandos dans les montagnes du nord, comprenant des soldats du GPRF. Le 12 janvier 1945, l'aviation américaine commence à bombarder Saïgon, qui est désormais à la portée de ses avions. Une mauvaise récolte de riz, associée à la pénurie alimentaire et aux dégâts causés par la guerre, entraîne au Tonkin une famine de grande ampleur, qui cause plusieurs centaines de milliers de victimes. Les Japonais, craignant que les Alliés ne pénètrent en force sur le territoire de l'Indochine pour en faire une voie de passage pour leurs troupes, décident d'éliminer l'administration coloniale française et de s'emparer totalement de la région. Ce sera l'opération Mei.
Le rapport des forces n'est pas favorable aux Français. L'armée n'a pas été renforcée en hommes, en armes et en matériels depuis la défaite de 1940. Le moral est bas du fait du souvenir des événements sanglants de Lạng Sơn en septembre 1940, de l'issue de la guerre franco-thaïlandaise et de la cohabitation prolongée avec les forces japonaises. L'armée française peut aligner au mieux 12 000 hommes d'origine européenne (les régiments dits de « souveraineté »), plus 62 000 soldats autochtones, dont l'aptitude au combat et la loyauté sont incertaines. La force aérienne est inexistante.
En face, alors que les effectifs japonais dépassaient à peine 6 000 hommes à la fin de 1944, ils s'accrurent dès le début de 1945 ; 24 000 au nord, 8 000 au centre, 13 000 au sud, pour constituer la 38e armée de campagne.

## Reprise en main de l'Indochine par le Japon
Dans les premiers jours de mars 1945, les troupes japonaises sont déployées autour des garnisons françaises commandées par le général Aymé et ses subordonnés Sabattier et Alessandri.
Le 9 mars 1945 au soir, l'amiral Decoux, gouverneur général de l'Indochine, reçoit l'ambassadeur japonais Matsumoto pour une réunion de routine.
À 19 h, l'ambassadeur présente un ultimatum exigeant que les troupes françaises passent immédiatement sous commandement japonais. Decoux essaie de gagner du temps, mais les premiers coups de feu éclatent dans Saïgon. L'opération Meigo Sakusen (« action de l’éclair de lune ») est déclenchée.
À 21 h, Decoux et ses adjoints sont mis aux arrêts. Entre 20 heures et 21 heures, les garnisons françaises sont attaquées par surprise par l'Armée impériale japonaise. Plusieurs officiers administrateurs et officiers français sont exécutés : à Lạng Sơn, le colonel Robert et le résident Auphelle, invités à dîner ce soir-là par leurs homologues japonais, sont arrêtés par surprise, et décapités à coup de sabre, de même que le général Lemonnier qui refusait de donner l'ordre de capituler. À Thakhek, l'administrateur Colin et l'inspecteur Grethen sont également tués.

### Combats et résistance désespérée

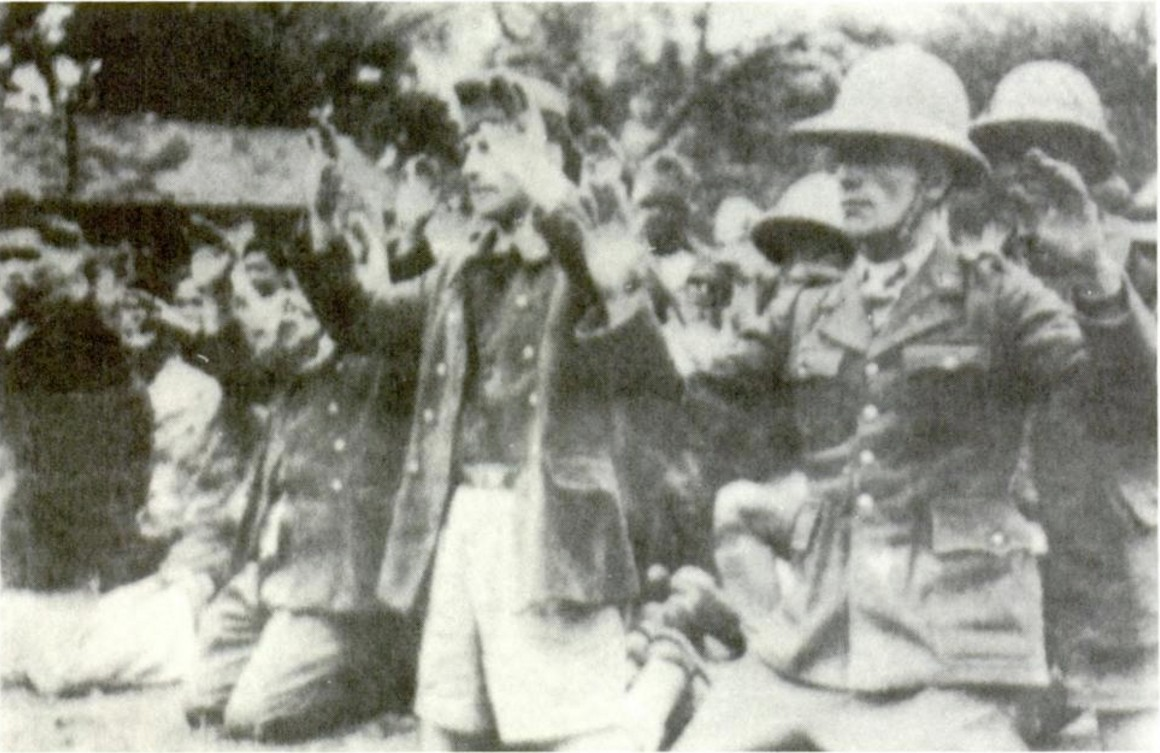
Prisonniers français

À Đồng Đăng, le commandant Soulié est tué après avoir repoussé trois assauts ; le capitaine Anosse, qui a pris le commandement de la contre-attaque, tient trois jours et trois nuits mais doit cesser le feu également à court de munitions et sa garnison décimée. Les Japonais l'honorent de cet exploit puis l'exécutent aussitôt et massacrent 400 autres prisonniers,. À Hanoï, marsouins et tirailleurs de la citadelle, menés par le capitaine Omessa, tiennent vingt heures à un contre dix et repoussent trois assauts dont le dernier est qualifié de fait d'armes, mais finissent par lâcher à court de munitions. Toujours à Hanoï, le capitaine Regnier est torturé et exécuté pour avoir refusé la reddition. Son adjoint, le lieutenant Damez, repousse pendant quatre-vingt-dix heures les Japonais en leur occasionnant de lourdes pertes et finit par s'enfuir en forçant les lignes japonaises, après avoir incendié le poste.
Au quartier Balny, le lieutenant Roudier tient jusqu'à l'aube. On relève particulièrement l'exploit de la vingtaine d'hommes, artilleurs, et leurs trois sous-officiers, retranchés dans « La Légation » à Hué, commandés par « deux officiers remarquables » (selon Le Figaro des 8 et 9 mars 1980), le capitaine Bernard et le lieutenant Hamel, qui résistent toute la nuit contre trois compagnies de Japonais équipés de blindés et d'artillerie. Le capitaine Bernard, blessé, est fait prisonnier et sera miraculeusement épargné. Il passera, comme des milliers de soldats et de civils français, le reste de la guerre en camp de concentration, sous le commandement japonais, puis viet minh.

### Défaite française, massacres et camps de concentration
Parmi les 34 000 civils et 12 000 militaires d'origine métropolitaine présents dans la région, plus de 3 000 sont tués en moins de 48 heures, dont le paléontologue français Josué Hoffet. L'administration coloniale française est détruite de fait. Les postes militaires français à travers toute l'Indochine (Annam, Tonkin, Cochinchine, Laos, Cambodge) sont touchés. Les troupes japonaises prennent notamment les citadelles d'Hanoï et de Lạng Sơn et y massacrent les Européens et les troupes annamites, malgré les promesses faites en cas de reddition. Â Lang Son, la garnison est massacrée, le chef de corps le général Lemonnier et le résident Camille Auphelle furent décapités. Des camps de prisonniers sont créés pour y parquer civils et militaires.
À Hanoï, les généraux Mordant et Aymé commandent la résistance, mais celle-ci doit finalement capituler au bout de quelques heures.
Au Tonkin, le général Sabattier, méfiant, a transféré peu avant le coup de force son poste de commandement hors d'Hanoï, tout en mettant en garde son subordonné le général Alessandri. Tous deux dirigent une résistance de quelques milliers d'hommes. Une partie des troupes françaises est faite prisonnière, tandis que d'autres « prennent le maquis », l'armée japonaise mettant à prix chaque militaire français échappé, pour 1 000 piastres chacun. Les groupes français, baptisés plus tard « colonne Alessandri », parviennent en Chine, où ils se mettent à la disposition de la Mission militaire française en Chine.

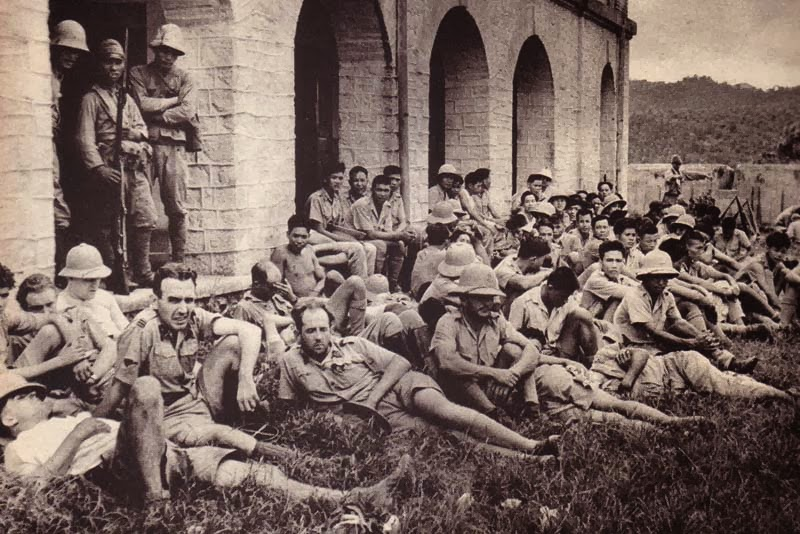
Prisonniers français de Lang Son avant leur massacre

L'armée japonaise, en particulier les services de la police secrète japonaise (la Kenpeitaï), a souvent recours à la torture par l'eau.
Les six mois de captivité se soldent par plus de 1 500 disparus (les Européens sont parqués dans le camp de Hoa Binh : travaux forcés, paludisme, dysenterie) . Les prisonniers indochinois sont utilisés comme bêtes de somme par les troupes japonaises en opération et meurent par centaines, de mauvais traitements. Cette opération désorganise complètement l'administration coloniale. Tout en mettant en place sa propre administration militaire, le Japon décrète la fin de la colonisation française, encourageant la formation de régimes nominalement indépendants, dans le cadre de sa sphère de coprospérité de la grande Asie orientale.
L'empereur Bảo Đại obtempère et collabore avec les Japonais, proclamant l'indépendance de l'Annam et du Tonkin sous le nom d'Empire du Việt Nam. L'administration française est cependant maintenue par les Japonais en Cochinchine, dont le rattachement au Việt Nam n'est proclamé qu'en août. Au Cambodge, le roi Norodom Sihanouk, pressé par les Japonais, proclame également l'indépendance, mais il s'abstient de trop s'engager dans la collaboration. Le chef indépendantiste Son Ngoc Thanh, exilé au Japon depuis 1942 et considéré par les Japonais comme un allié plus sûr, revient au Cambodge pour assumer en mai le ministère des Affaires étrangères.
À Luang Prabang, le roi Sisavang Vong refuse pour sa part de coopérer et de proclamer l'unification du protectorat du Laos en tant qu'État indépendant : le 16 mars, il invite le peuple lao à aider les Français et à combattre les Japonais. Le 4 avril, les Japonais forcent le roi à décréter l'indépendance du Laos, le souverain se considérant alors comme prisonnier et se trouvant en conflit avec son Premier ministre indépendantiste, le prince Phetsarath Rattanavongsa.
Le 15 mai 1945, le général Tsuchihashi déclare les opérations terminées et redirige une partie des forces japonaises vers d'autres fronts.

## Résistance après le coup de force

### Forces françaises
Les généraux Sabattier et Alessandri se dirigent avec leurs troupes vers le pays thaï, où Sabattier rencontre, dans la cuvette de Ðiện Biên Phủ, François de Langlade, représentant du général de Gaulle. Langlade confie à Sabattier tous les pouvoirs civils et militaires, et ce dernier choisit de déléguer son commandement militaire à Alessandri, pour se concentrer sur les tâches politiques. Mais les Japonais, décidés à nettoyer le pays de toute présence française, passent bientôt à l'attaque. Un repli vers le Yunnan est entamé. Sabattier lui-même, ayant installé son P.C. au Laos dans la province de Phongsaly, tient ses positions durant trois semaines avant de passer en Chine. Les groupes de militaires français, divisés en plusieurs colonnes, connaissent des fortunes diverses : la « colonne Caponi » succombe le 27 mars, tandis que les groupements Prugnat et Séguin se replient en Chine début avril.
La « colonne Alessandri » résiste durant environ deux mois en se repliant : comptant environ 5 700 hommes, dont 3 200 autochtones,, elle est exfiltrée sur le territoire de la république de Chine, dans le but de revenir ensuite en Indochine pour y mener des actions de résistance. Les hommes de la colonne doivent affronter, outre le climat et les désertions de tirailleurs indigènes, le harcèlement des troupes japonaises, auxquels s'ajoute parfois l'hostilité des populations locales. Les troupes du commandant Reul, composées presque exclusivement d'autochtones, subissent l'assaut d'hommes du Việt Minh et doivent abandonner le terrain, rejoignant le repli général sur le territoire chinois.
En Chine, les Français sont très déçus par l'accueil des Alliés : ni la république de Chine, ni les États-Unis ne sont disposés à venir en aide aux Français.
Dans ses mémoires, le militaire américain Claire Lee Chennault écrit : « Les ordres du GQG précisaient que les unités françaises ne devaient recevoir ni armes ni munitions. J'ai appliqué les ordres à la lettre, sans pouvoir me faire à l'idée que je laissais les Français se faire massacrer dans la jungle, tandis qu'on m'obligeait à ignorer officiellement leur sort ».
La situation en Indochine ne provoque pas de grandes réactions dans la métropole française, encore occupée à se relever de la guerre en Europe. Le 20 avril, ce qui reste de l'armée française d'Indochine est rattaché au théâtre Chine : le général Sabattier est nommé chef de la mission militaire de Chongqing.

### Việt Minh
Bien que les Japonais se soient posés en libérateurs et leur aient initialement manifesté leur appui, le Việt Minh n'envisage pas de coopérer avec eux et se prépare à entrer en résistance dans ses territoires du Nord du pays, sous la direction d'Hô Chi Minh et de Võ Nguyên Giáp, par ailleurs adversaires implacables de la France. Le Việt Minh s'empare de différentes localités rurales du pays en y établissant des « comités révolutionnaires populaires », sans rencontrer beaucoup d'opposition de la part des Japonais, dont les troupes sont surtout présentes dans les villes et sur les voies de communication. Hô Chi Minh désire éviter les actions spectaculaires, et se limite initialement à tendre quelques embuscades. En juillet, le Việt Minh prend d'assaut le poste japonais de Tam Đảo. Le journaliste Philippe Devillers souligne que le Việt Minh, ne souhaitant pas risquer ses atouts face aux Japonais encore trop forts, ne mène que « mollement » ses attaques, en se bornant à des « destructions d'ouvrages d'art », à des embuscades contre des convois japonais exécutés avec la collaboration des parachutistes américains envoyés par l'OSS en Indochine, ainsi qu'à des coups de main sur des postes nippons isolés, dans le but essentiellement de s'emparer d'armes et de frapper l'esprit des populations. Les opérations militaires du Việt Minh contre les Japonais se réduisent, en fait, à une succession d'« escarmouches ». Les hommes de Hô Chi Minh ne cessent de gagner en influence auprès des paysans victimes de la famine, qu'ils organisent pour les lancer à l'assaut de greniers à riz de propriétaires agricoles, voire de stocks japonais ; parallèlement, le Việt Minh reçoit des armes et du matériel fournis par l'OSS. Les cadres du Parti communiste indochinois profitent également du chaos politique pour éliminer des militants trotskistes vietnamiens.

### Alliés
Dans les montagnes du Nord et au Laos, la Force 136 britannique, présente depuis la fin 1944, reçoit le renfort de nouveaux commandos français et britanniques. Ils sont rejoints par des soldats français ayant fui le coup de force de mars, et mènent des actions de guérilla :
- au sud Laos, le capitaine Dumonet et ses chasseurs laotiens, soutenus par le groupe Legrand, parachuté par la Mission française des Indes[18].
- au nord Laos, le capitaine Rottier soutenu par le groupe Ayrolles, parachuté, et appuyé par les partisans du Tranninh du chef Méo Touby[18].

La résistance française ne bénéficie cependant pas d'ordres précis de la part du Gouvernement provisoire de la République française, ni de moyens d'envergure. Les commandos ne sont pas en mesure de mener une résistance armée très importante et, recevant dès avril l'ordre de ne pas se livrer à des « manifestations provocatrices » en l'attente d'une offensive alliée, doivent limiter leurs actions de guérilla.
Les Japonais n'ayant qu'un contrôle imparfait du Laos du fait de la mauvaise volonté du roi, les maquis français peuvent s'y déployer avec plus d'aisance, et reçoivent l'aide d'une partie de la population laotienne. Le prince Boun Oum mène de son côté une guérilla anti-japonaise. Les groupes de guérilla franco-lao mènent la résistance anti-japonaise depuis la jungle, mais ne disposent que de quelques centaines d'hommes, répartis par groupes de dix ou quinze, mal armés et sans grandes réserves de munitions.  
De leur côté, les Japonais emploient des troupes supplétives de nationalistes annamites, organisées en « Milices patriotiques ». Par une décision du 26 mai 1945, la France met officiellement sur pied le corps expéditionnaire français en Extrême-Orient, pour se préparer à l'envoyer combattre les Japonais : De Gaulle supervise personnellement, et dans le détail, la création du corps expéditionnaire, placé sous le commandement du général Leclerc.
À l'été 1945, lors de la conférence de Potsdam, sans consulter ni avertir les Français, les Alliés décident que la libération de l'Indochine, ainsi que le maintien de l'ordre et le désarmement des troupes japonaises, seront assurés au sud du 16e parallèle par les troupes du Royaume-Uni et au nord par celles de la république de Chine,.
La famine, atroce et accompagnée d'épidémies, continue de sévir sur le territoire vietnamien, étant encore aggravée par les réquisitions des Japonais. Dépourvu de moyens pour faire face à la situation et pressentant l'effondrement du Japon, le Premier ministre Trần Trọng Kim présente le 8 août sa démission à Bảo Đại. Au Cambodge, Son Ngoc Thanh se proclame Premier ministre dans la nuit du 8 au 9 août, avec le soutien des Japonais.
Après les bombardements atomiques d'Hiroshima et de Nagasaki, Hô Chi Minh décrète le 13 août un soulèvement général dans le but de désarmer les Japonais et de prendre en mains la situation avant l'intervention des Alliés : dans les jours suivants, les militants du Việt Minh s'emparent de divers points d'administration à travers le territoire vietnamien.

## Capitulation japonaise

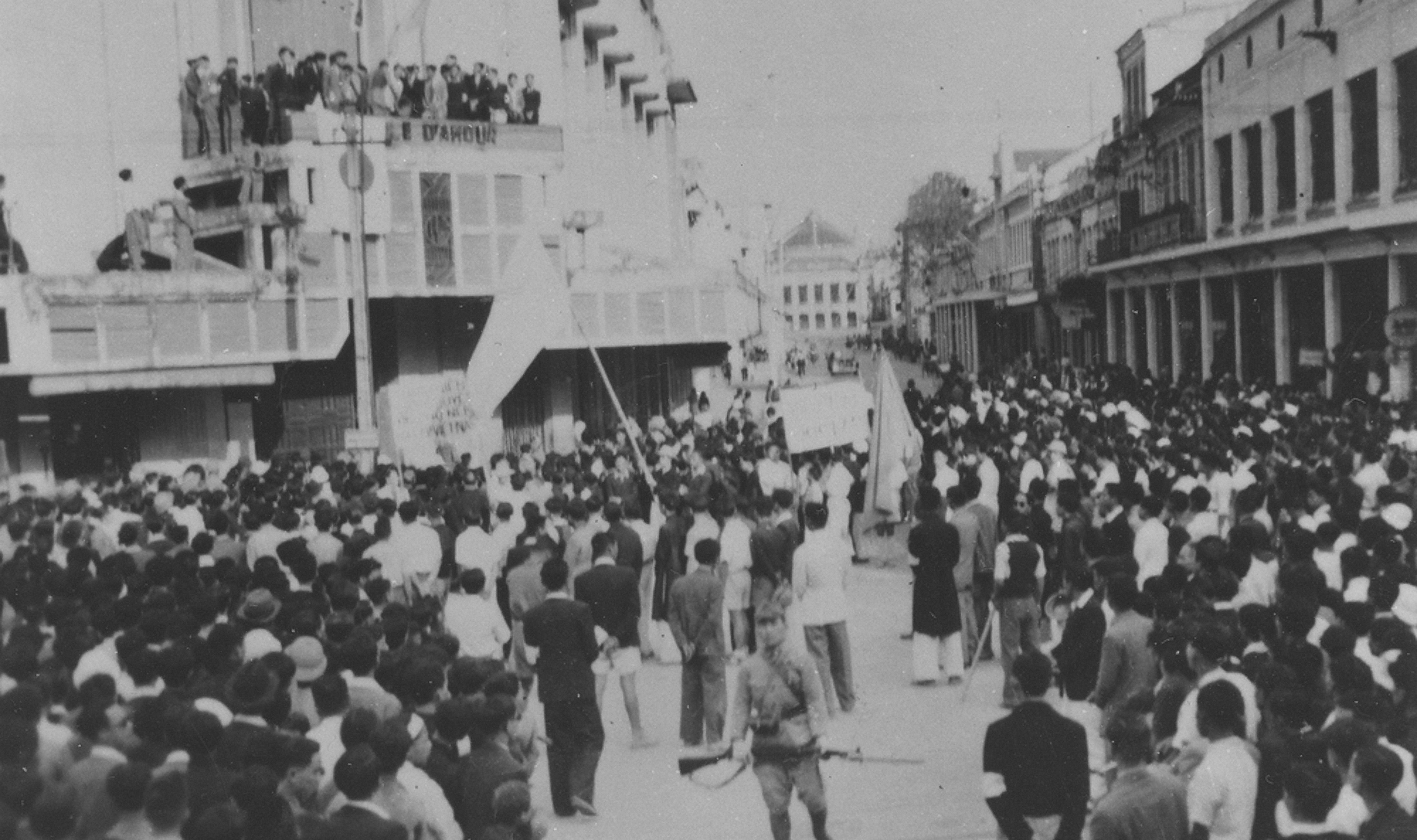
Le rendez-vous politique pro-japonais à Hanoï après le coup d'état du 9 mars.

L'annonce de la capitulation du Japon par Hirohito prend au dépourvu le gouvernement français. Le 15 août, de Gaulle écarte Sabattier et nomme Thierry d'Argenlieu haut-commissaire pour l'Indochine, avec pour mission de « rétablir la souveraineté française sur l'Union indochinoise ».
Le 22 août, Bảo Đại propose au Viet Minh de former un nouveau gouvernement avec eux mais, sommé d'abdiquer, il obtempère le 25 et remet les symboles de sa souveraineté, le sceau et l'épée d'or, à une délégation việt minh. Il est conservé par les indépendantistes comme « conseiller politique ».
Des accrochages ont lieu en Annam entre le Viet Minh et les Japonais, mais, dans l'ensemble du pays, les soldats nippons se montrent neutres, voire bienveillants envers les indépendantistes vietnamiens, préférant laisser l'Indochine à des Asiatiques plutôt qu'aux anciens colonisateurs blancs européens. La principale exception se déroule dans la province de Thái Nguyên, où les troupes japonaises refusent de se rendre : le Việt Minh leur livre bataille entre le 20 et le 25 août. Le 26, la garnison de Thái Nguyên cesse le combat, permettant au Việt Minh de faire main basse sur ses armes et son matériel.
Le 22 août, le général Leclerc arrive à Kandy (Ceylan) pour préparer l'entrée de ses troupes en Indochine : sur place, il apprend de la bouche de Mountbatten que Britanniques et Chinois vont pénétrer les premiers en Indochine française. Leclerc, bloqué sur place, alerte De Gaulle pour qu'il fasse pression sur le président Truman, mais les États-Unis ne souhaitent pas mécontenter Tchang Kaï-chek. Le même jour, Pierre Messmer et Jean Cédile sont parachutés en Indochine pour y représenter le GPRF : Messmer est arrêté par le Việt Minh, échappant de peu à la mort, et Cédile par les Japonais. Jean Sainteny est désigné par le GPRF pour remplacer Messmer, mais il se trouve encore à Kunming en Chine et ne reçoit pas d'ordre précis de la part du gouvernement français, pris de court par la capitulation japonaise. Transporté par un avion américain, il parvient à débarquer à Hanoï, lui aussi le 22 août, mais est rapidement isolé par les Japonais, qui pactisent avec les indépendantistes.
Le 2 septembre 1945, Hô Chi Minh proclame l'indépendance du pays au nom du gouvernement provisoire de la république démocratique du Vietnam, dénonçant tant le colonialisme français que l'occupation japonaise.

## Conséquences

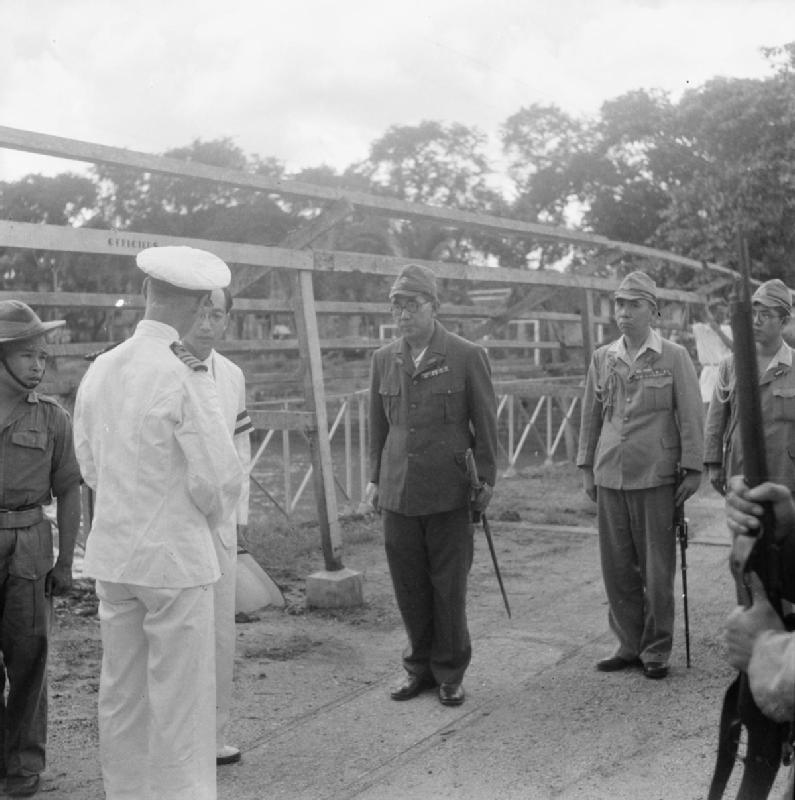
Le capitaine anglais Scott-Bell de la Royal Navy parle avec l'amiral japonais Kondo après le débarquement des Alliés à Saïgon en septembre 1945.

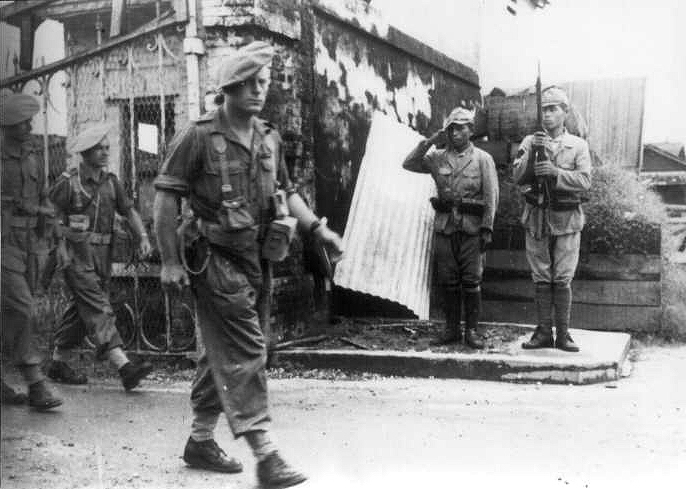
Soldats japonais rendant les honneurs militaires à des commandos français du C.L.I. (Corps léger d'intervention)

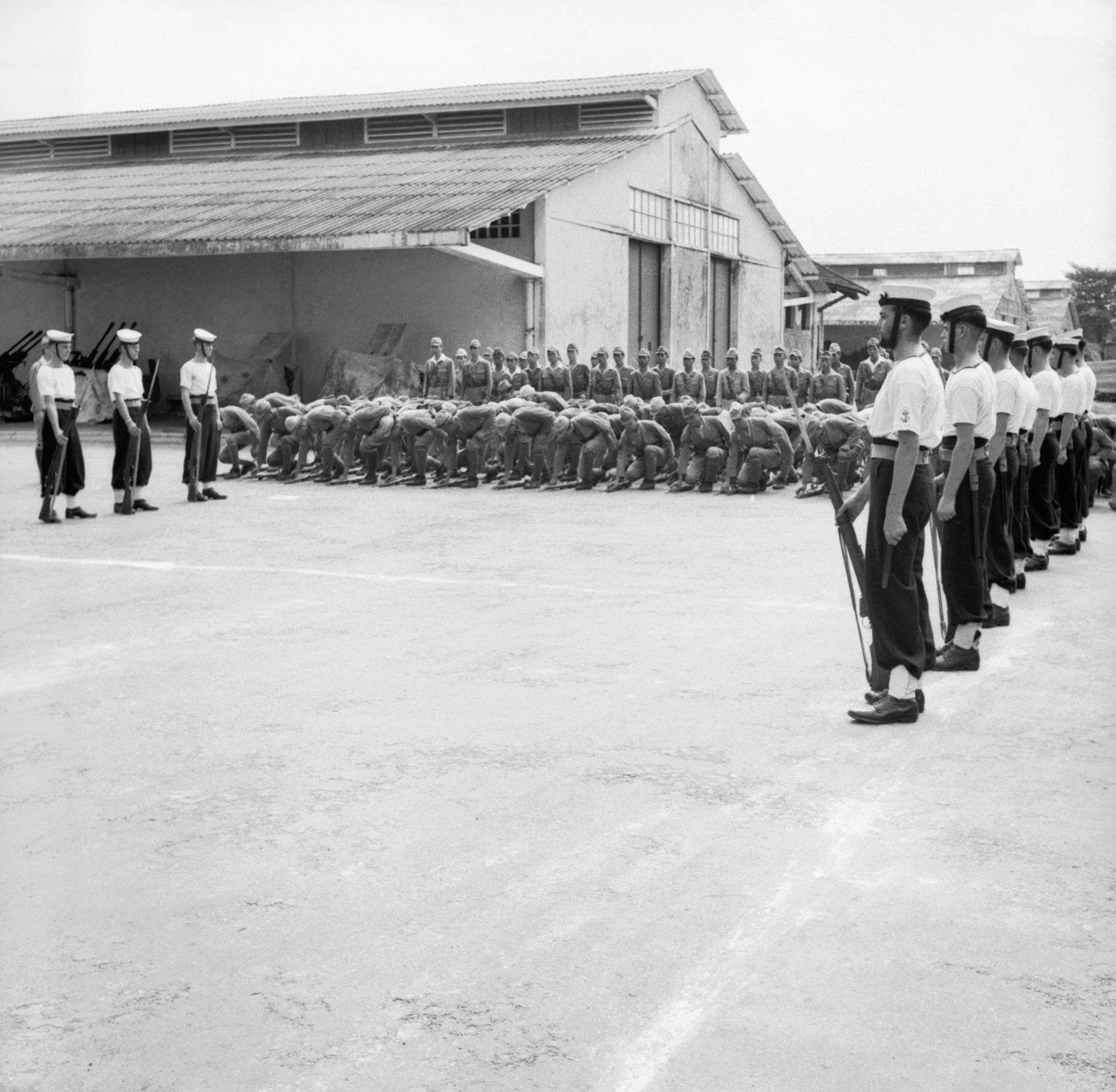
Des troupes japonaises remettant leurs armes aux Britanniques à Saïgon.

Les troupes du Royaume-Uni, au sud, et de la république de Chine, au nord, investissent ensuite le pays. Suivant de peu le commando de l'OSS du lieutenant colonel Albert Peter Dewey (en), le 12 septembre, les troupes de la 20e division indienne du major général Douglas Gracey (comprenant des régiments de Gurkhas), de l'Armée des Indes britanniques, marchent sur Saïgon. Elles sont suivies par les hommes du 5e régiment d'infanterie coloniale (du corps léger d'intervention), premiers soldats français (sous uniforme britannique) à avoir pu débarquer. Les Britanniques entrent les premiers et les Français ne reçoivent l'autorisation de réinvestir la ville qu'à la fin septembre.
Des violences, menées par le Việt Minh et par des bandes s'en réclamant, ont lieu contre les Européens, les Vietnamiens pro-français et les Eurasiens. Le général britannique Gracey et Jean Cédile tentent de couper court au désordre : Gracey ordonne un couvre-feu et le désarmement des milices vietnamiennes. Dans la nuit du 22 au 23 septembre, Jean Cédile fait reprendre manu militari les bâtiments administratifs de Saïgon aux comités việt minh, qui doivent prendre la fuite. Le 24 septembre, le Việt Minh réagit en décrétant une grève générale. Des violences anti-européennes éclatent dans Saïgon, auxquelles se mêlent des bandes comme la secte des Binh Xuyen.
Des cadavres mutilés sont retrouvés dans les rues. Dans la nuit du 24 au 25 septembre, des bandes fanatisées — que la rumeur publique décrit comme Việt Minh ou Binh Xuyen — prennent d'assaut un quartier européen, et notamment la cité Hérault, où logent des fonctionnaires coloniaux. Plusieurs centaines de résidents de la Cité, hommes, femmes et enfants, sont massacrés dans des conditions abominables, et des centaines sont « enlevés », la plupart disparaissant à jamais : le nombre de victimes se monte à 400 environ,. Une intervention commando du Corps léger d'intervention permet de récupérer quelques dizaines d'otages. Le lieutenant-colonel américain Dewey, neveu du gouverneur de New York Thomas Edmund Dewey et officier de l'OSS, est assassiné le 26 septembre, ce qui contribue à choquer les milieux politiques anglo-saxons. Les effectifs des troupes anglo-indiennes présentes sur place sont renforcés.
Les soldats japonais, restés sur place sans ordres, sont utilisés par les Alliés au maintien de l'ordre sous peine de menace. Toutefois, certains favorisent ouvertement les indépendantistes. Une relative accalmie revient, tandis que les services administratifs, comprenant une police française, se remettent peu à peu à fonctionner tant bien que mal. Les accrochages avec les indépendantistes se poursuivent jusqu'au 2 octobre, quand Gracey parvient à obtenir une trêve.
Les troupes chinoises du général Lu Han se livrent à des pillages au Tonkin, déjà durement éprouvé par la famine de 1945. Sainteny appelle en renfort la mission française en Chine, mais, les cinq mille hommes commandés par le général Alessandri sont empêchés par les Chinois de pénétrer en Indochine.
Le gros des troupes du corps expéditionnaire français en Extrême-Orient n'a la possibilité de débarquer que début octobre — Leclerc lui-même arrive à Saïgon le 5 octobre — et participe au désarmement des Japonais,.
L'administration coloniale de l'Indochine française a été totalement désorganisée par l'invasion japonaise.
Le 1er octobre, l'amiral Decoux, demeuré fidèle au gouvernement de Vichy et qui avait composé avec les Japonais jusqu'en 1945, est rapatrié en France pour y être jugé.
Il bénéficiera d'un non-lieu en 1949.
Des fonctionnaires et militaires français, parfois tout juste libérés des camps japonais, sont accusés de collaboration et soumis à une épuration. Certains sont radiés,.
Au Laos, les groupes việt minh tentent de susciter une insurrection et se heurtent, parfois violemment, aux maquis franco-lao tout juste sortis de la jungle, et renforcés par des parachutages de 70 combattants environ, notamment de la Force 136. En octobre 1945, le gouvernement Lao Issara du prince Phetsarath renverse le roi, pour tenter d'obtenir par la force l'indépendance du pays. Il doit cependant prendre la fuite en mai 1946, devant l'avance des troupes françaises ; le roi est remis sur le trône.
Au Cambodge, Leclerc se charge personnellement, le 15 octobre, d'appréhender Son Ngoc Thanh.
Le général Alessandri prend les fonctions de commissaire de France à Phnom Penh. Norodom Sihanouk, demeuré à la tête de l'État, doit manœuvrer pour négocier avec les Français et gérer le processus d'indépendance du Cambodge, tout en ménageant les différentes factions rivales.
Au Tonkin, les indépendantistes communistes de Hô Chi Minh se trouvent en position de force, sans réussir pour autant à faire reconnaître leur gouvernement. La France doit par ailleurs négocier laborieusement pour obtenir le départ des troupes d'occupation chinoises qui menacent d'annexer le Tonkin. Tchang Kaï-chek, en contrepartie du départ de ses troupes au début 1946, obtient par un accord franco-chinois le renoncement de la France à ses concessions territoriales et commerciales en Chine. Les troupes commandées par Jacques Massu pénètrent dans Hanoï en mars 1946.
Les Britanniques, quant à eux, quittent également le territoire vietnamien.
Finalement, l'Indochine à la fin de la Seconde Guerre mondiale est dans une situation qui constitue le prologue de la guerre d'Indochine.
La France, qui a repris le contrôle de la majeure partie du territoire, sort affaiblie du conflit, alors que les forces des indépendantistes communistes de Hô Chi Minh se trouvent renforcées.